# Französischer Laufhund
Unter der Rassebezeichnung Französischer Laufhund führt die FCI drei französische Hunderassen (FCI-Gruppe 6, Sektion 1.1, Standard Nr. 219, 220 und 316).
Die drei französischen Laufhundrassen unterscheiden sich im Wesentlichen durch ihre Farben. Sie werden in Frankreich in Meuten gehalten und hauptsächlich für die Hirschjagd verwendet. In Deutschland werden einige Meuten Français tricolore für Schleppjagden gehalten. Die Hunde sind kräftig gebaut, gut bemuskelt und von elegantem Aussehen:
- Français tricolore (219) (Französischer Dreifarbiger Laufhund)
- Français blanc et noir (220) (Französischer Weiß-Schwarzer Laufhund)
- Français blanc et orange (316) (Französischer Weiß-Oranger Laufhund)

Allen gemeinsam ist die Größe von bis zu 72 cm. Das Haar ist kurz und fein; die Ohren sind auf Augenhöhe angesetzt, hängend; nach vorne gelegt reichen sie etwa bis zum Nasenschwamm.